# St Gregory’s Minster

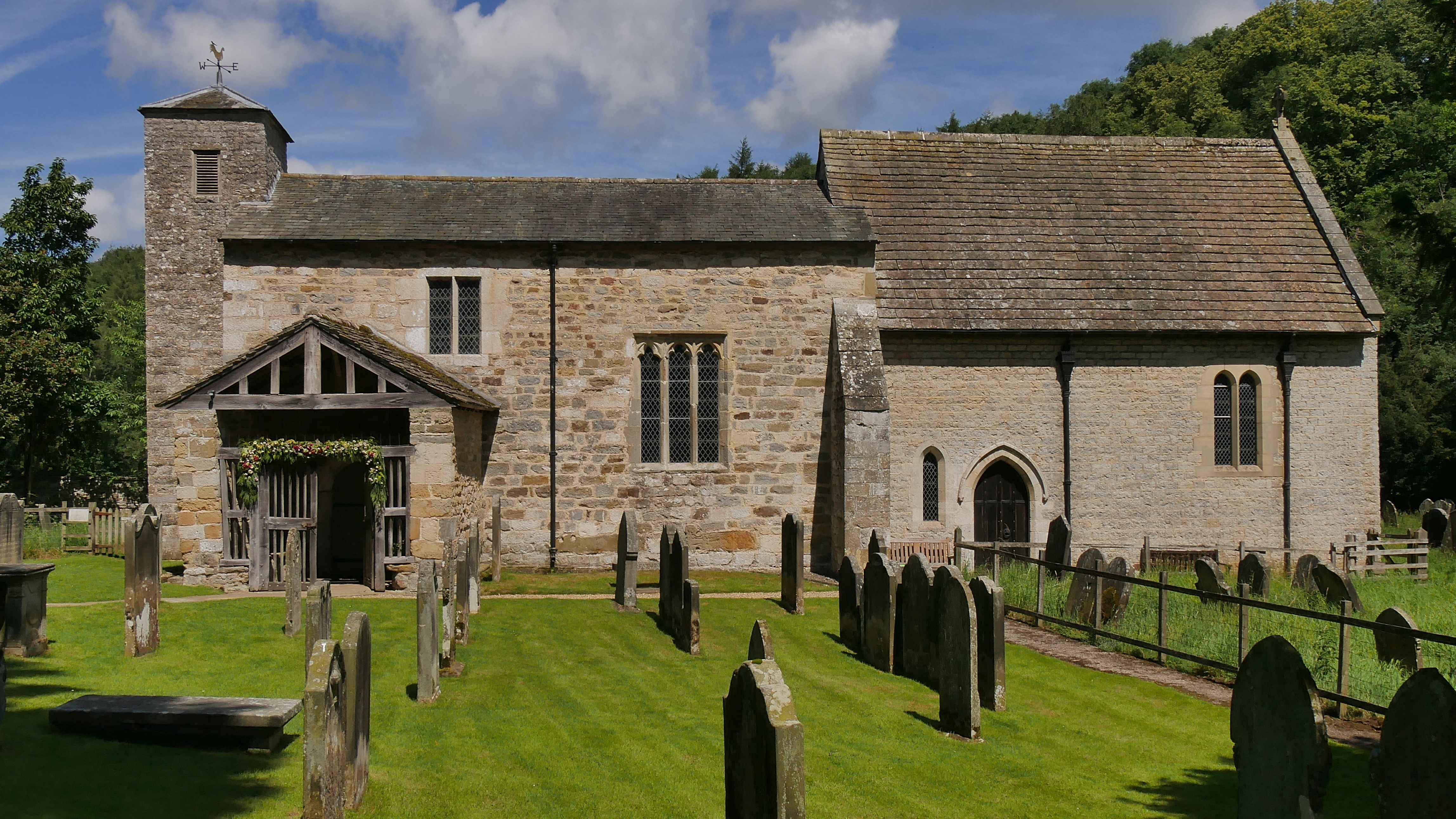
Friedhof und Kirche von Süden

St Gregory’s Minster ist eine angelsächsische Kirche im Tal Kirkdale in der Grafschaft North Yorkshire in der Region Yorkshire and the Humber in England nahe der zu Kirkbymoorside gehörenden Ortschaft Welburn. Sie wurde 1060 anstelle eines Vorgängerbaus errichtet und verfügt über eine seltene Sonnenuhr. Die Kirche zählt zu den Bauwerken von außerordentlicher Bedeutung mit dem Status Grade I der amtlichen Denkmalliste des Vereinigten Königreichs.
Das Minster trägt das Patrozinium Gregor der Große. Dieser war von 590 bis 604 Papst, gilt als einer der bedeutendsten Päpste und ist der jüngste der vier großen lateinischen Kirchenväter Spätantike. Wie bei vergleichbaren Kirchen dieses Alters wurden im Laufe der Jahrhunderte zahlreiche Reparaturen und Umbauten durchgeführt.
Die Instandhaltung und der Bauunterhalt der Kirche werden von der Gruppe The Friends of St Gregory's Minster unterstützt.

## Lage

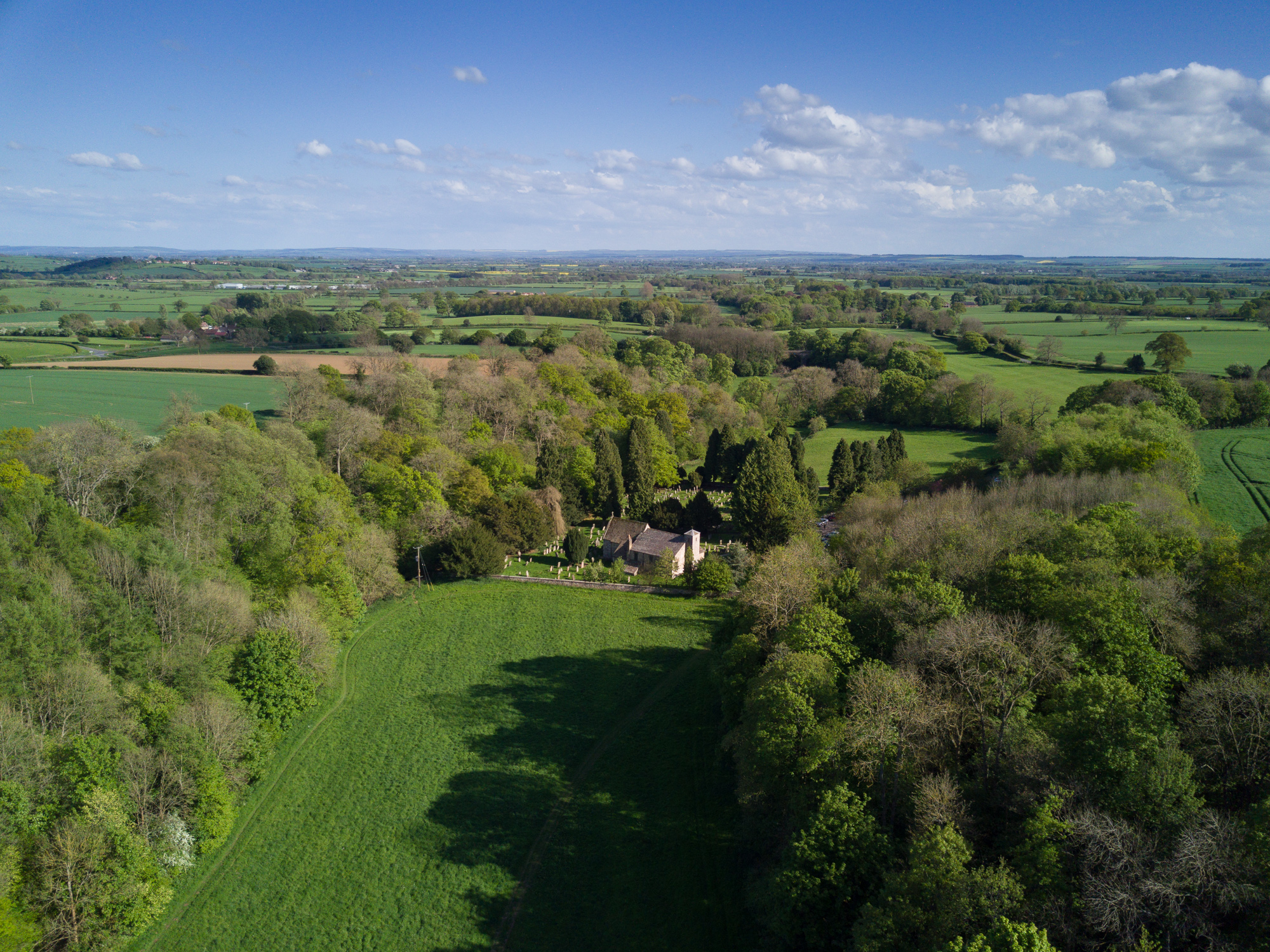
Luftbild von Nordwest

Die Kirche liegt im Tal Kirkdale inmitten eines großen Friedhofs. Obwohl das Tal selbst nie besiedelt war, war es doch bis 1866 das Zentrum vieler Siedlungen in der Umgebung. In der Nähe der Kirche liegt die für die Funde prähistorischer Tierknochen berühmte Höhle Kirkdale Cave. Die Kirche ist mit dem PKW erreichbar und untertags normalerweise geöffnet.

## Beschreibung

### Baugeschichte

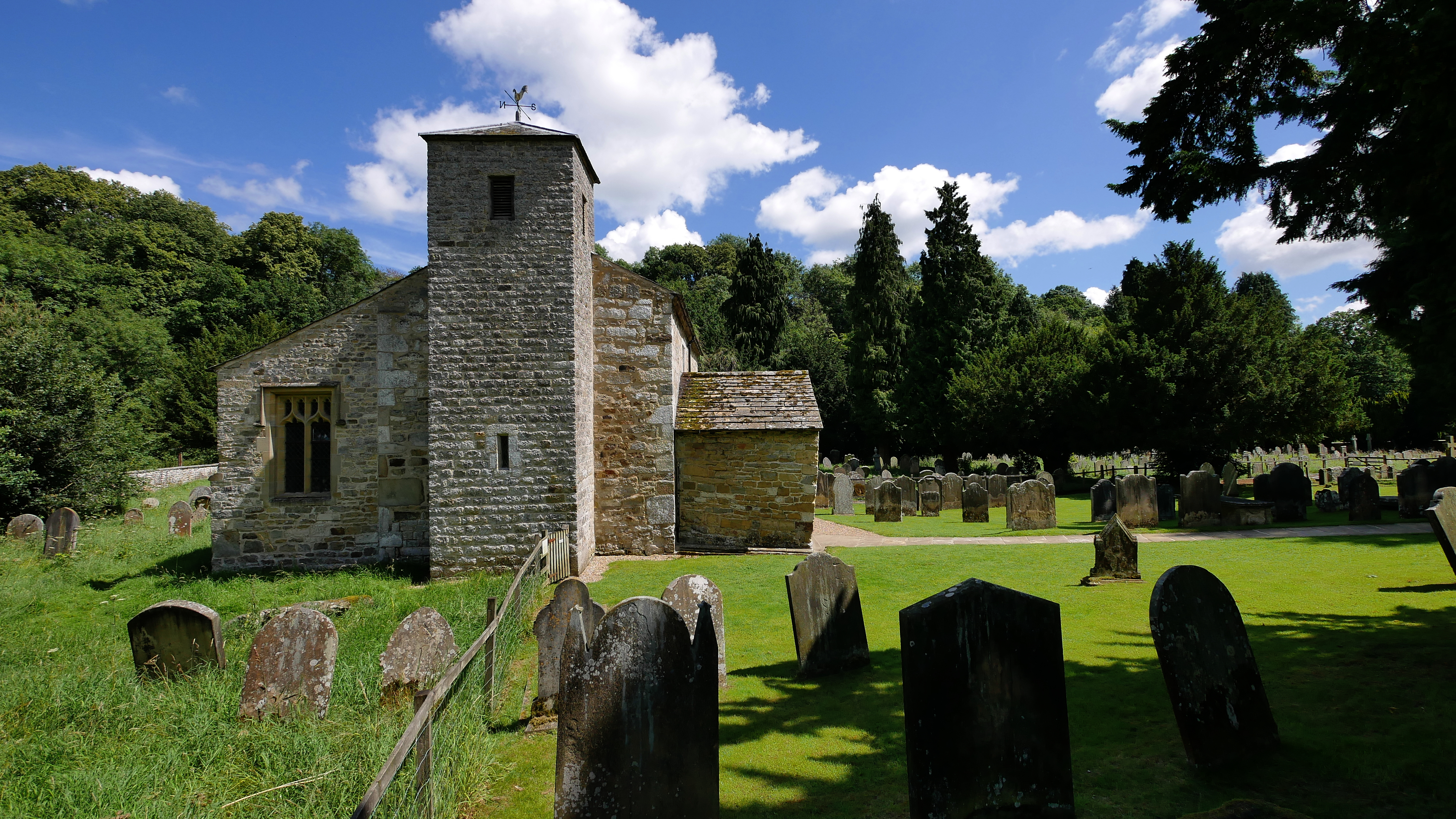
Kirche von Westen

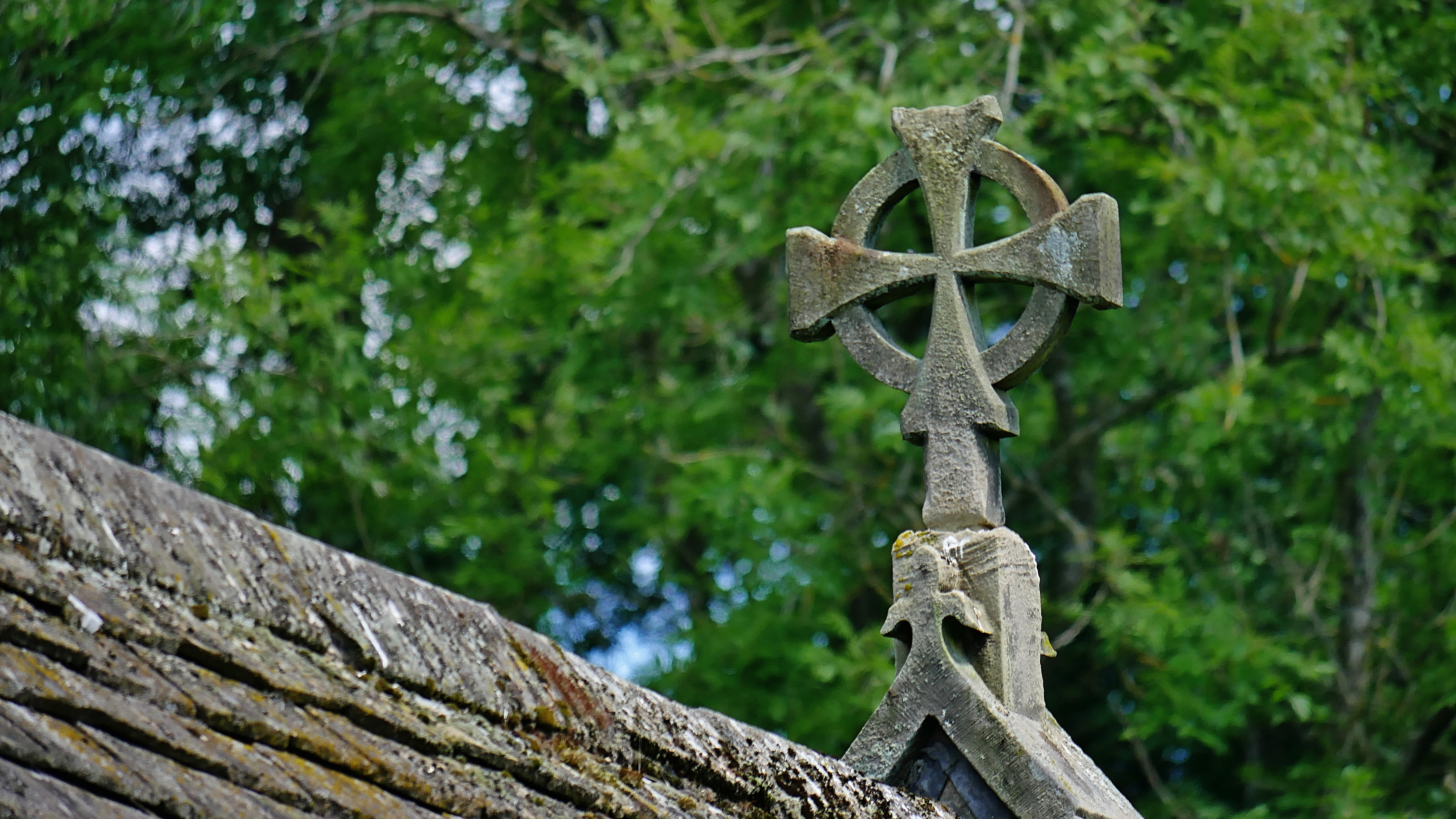
Dach des 1881 erbauten Chors

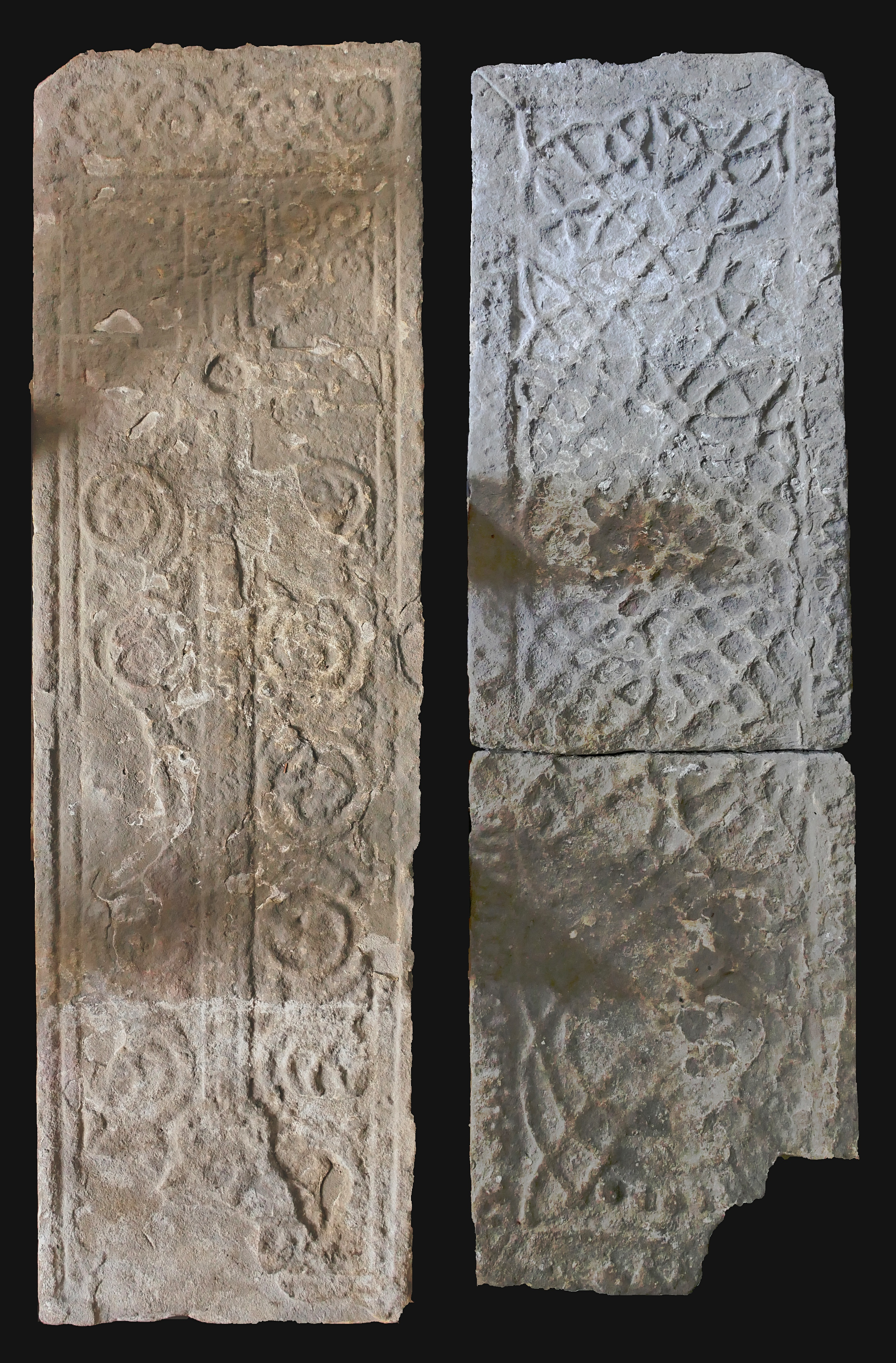
Angelsächsische Grabsteine

Die Ursprünge des Minsters liegen im Dunkeln. Beda berichtet 731 in seiner Historia ecclesiastica gentis Anglorum, dass sich 659 unter königlichem Schutz bei Lastingham eine kleine Mönchsgemeinschaft angesiedelt hat, möglicherweise um einen Begräbnisplatz für Æthelwald, den König von Deira, in einem weglosen Moorgebiet, in dem Räuber und wilde Tiere herrschten, vorzubereiten. Die Erinnerung an den heiligen Ort scheint das Danelag überlebt zu haben, da die Kirche, konkret das heutige Hauptschiff, 1065 wieder aufgebaut wurde. Dabei wurden auch zwei Grabsteine aus dem 10. Jahrhundert in der Südwand verbaut.
Im 12. Jahrhundert wurde die Türöffnung in der Westwand durch die heutige (jetzt in den Turm führende) ersetzt und für die wachsende Bevölkerung das nördliche Seitenschiff erbaut, bevor Hungersnöte und die Pest die Bevölkerung wieder halbierten. Aus dem 13. Jahrhundert stammen der Südosteingang für Priester und das Mauerwerk des Ostfensters.
Diese wurden beim Neubau des Chores im Jahr 1881 übernommen. Gleichzeitig wurden im Stil der Zeit Glasfenster in die Ostwand und in die Nordwand des Seitenschiffs eingesetzt. Insgesamt wirkt der neuerbaute Chor im Vergleich zum Turm und zum Kirchenschiff unproportioniert groß. Die letzte große Renovierung fand 1907 bis 1909 statt. Dabei wurden Einbauten aus der georgianischen Epoche wie die Empore und das Kirchengestühl mit Einzelsitzen entfernt, um der Kirche ihre mittelalterliche Erscheinung wiederzugeben.

### Innenausstattung

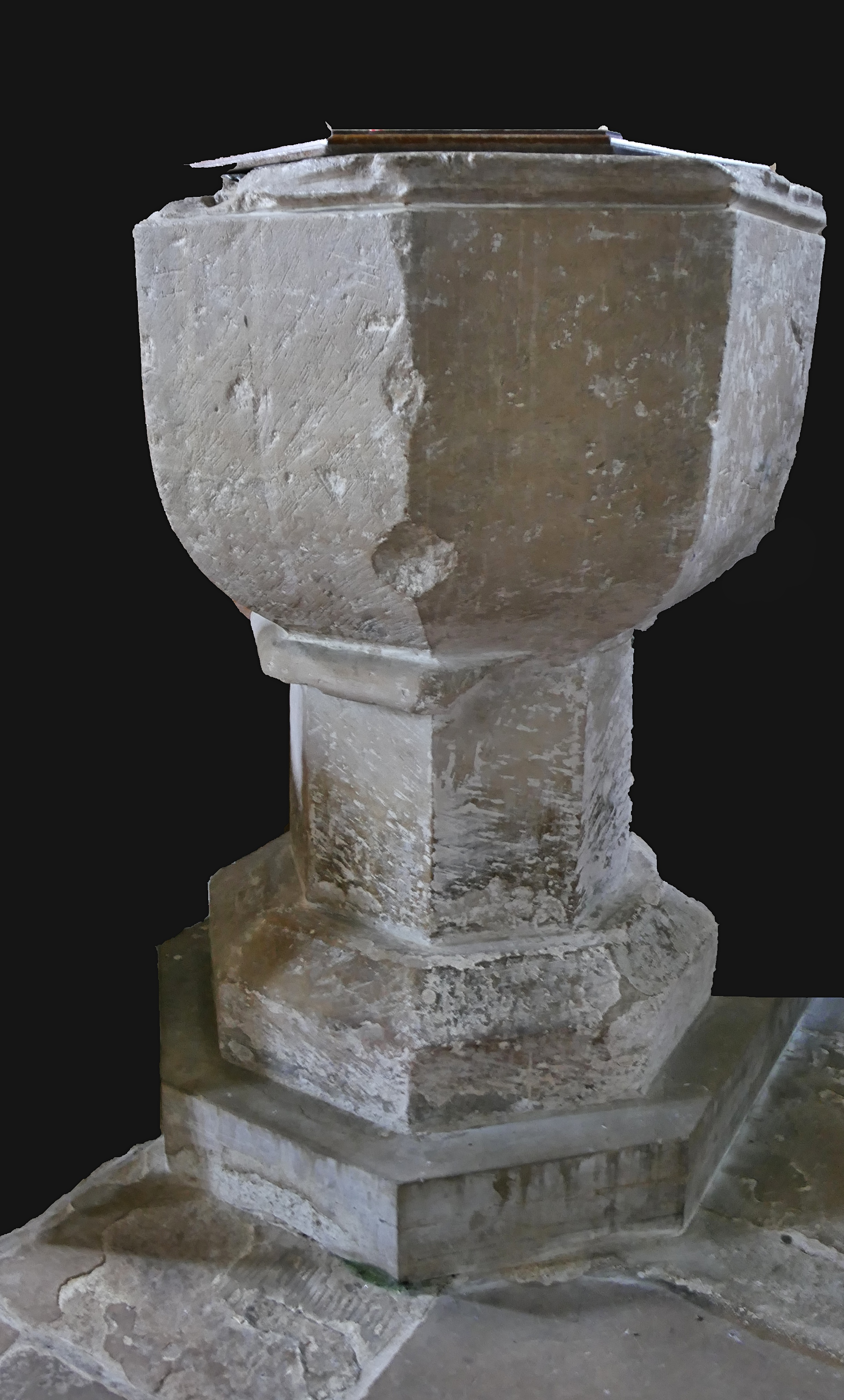
Taufstein

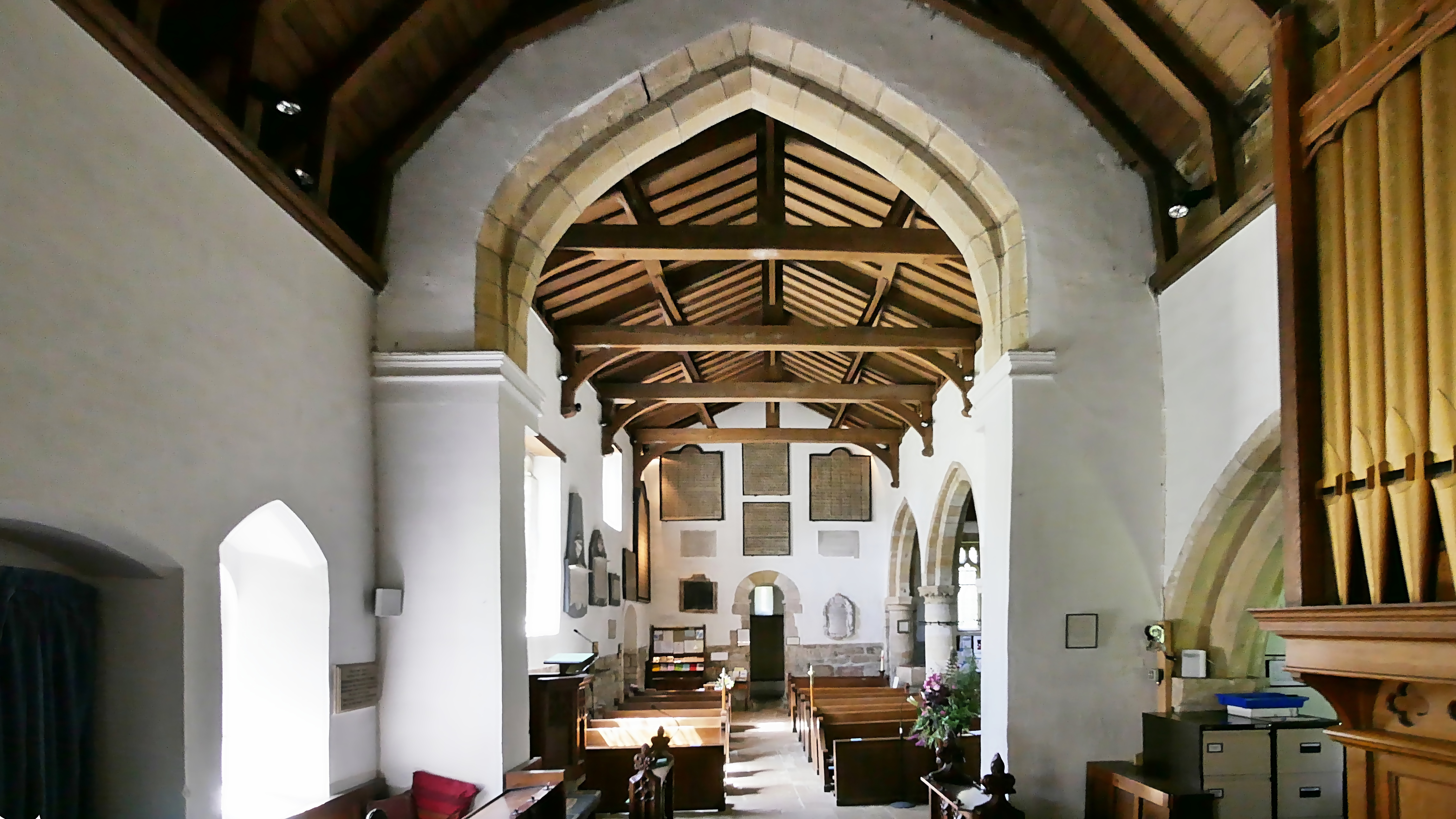
Blick vom Altar ins Langhaus

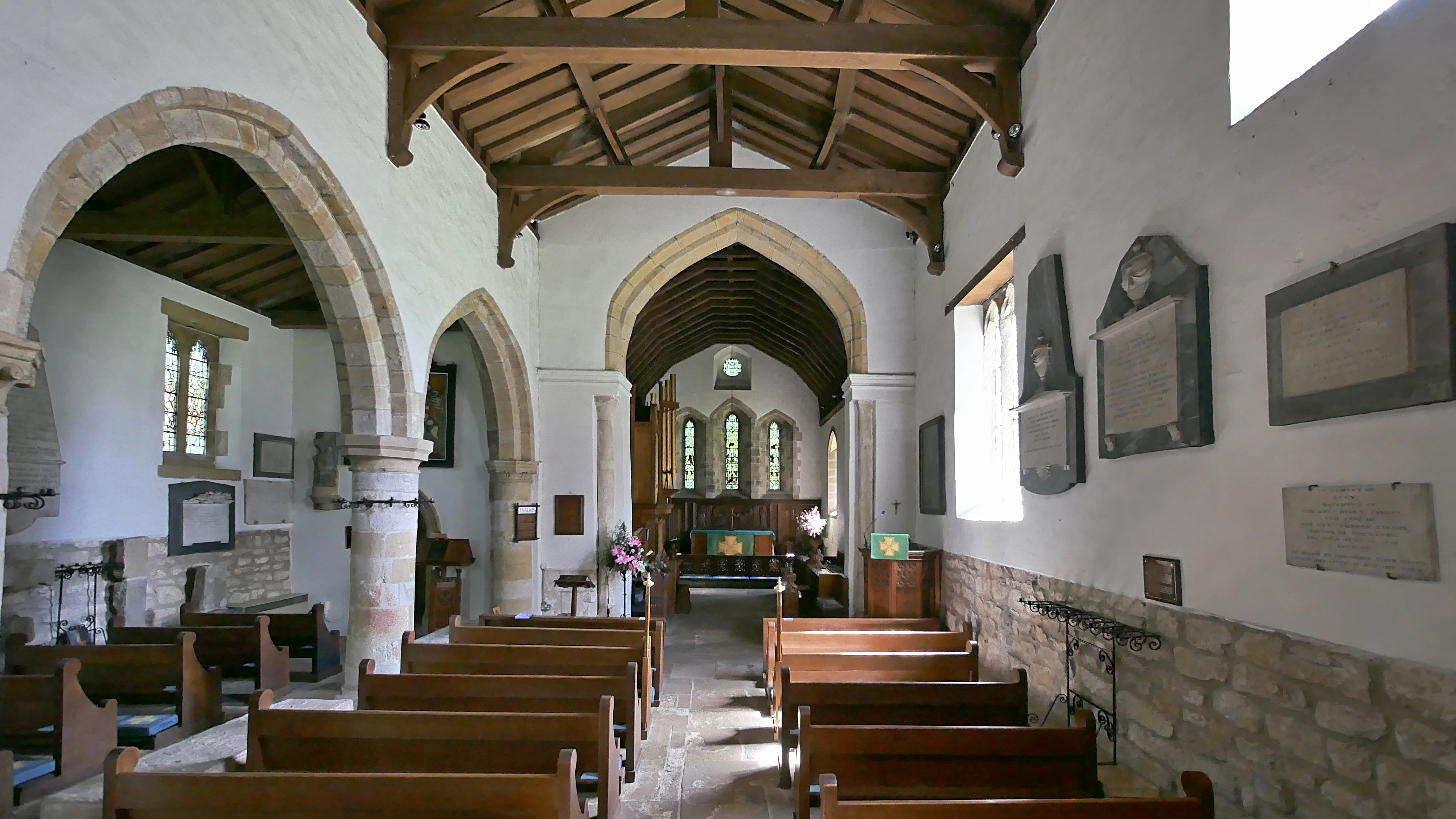
Blick vom Landhaus in den Chor

In der Kirche liegen zwei angelsächsische Grabsteine aus dem 8. und 9. Jahrhundert. Sie kamen im Rahmen der Renovierung von 1907 in die Kirche. Der Taufstein aus dem 13. Jahrhundert steht direkt beim Eingang. Die Orgel kam 1923 in die Kirche und ist ein Werk von Abbott Smith in Leeds von 1910. In der Vorhalle liegt ein angelsächsischer Grabstein. Die Kirchentür stammt aus dem 12. Jahrhundert.

### Sonnenuhr

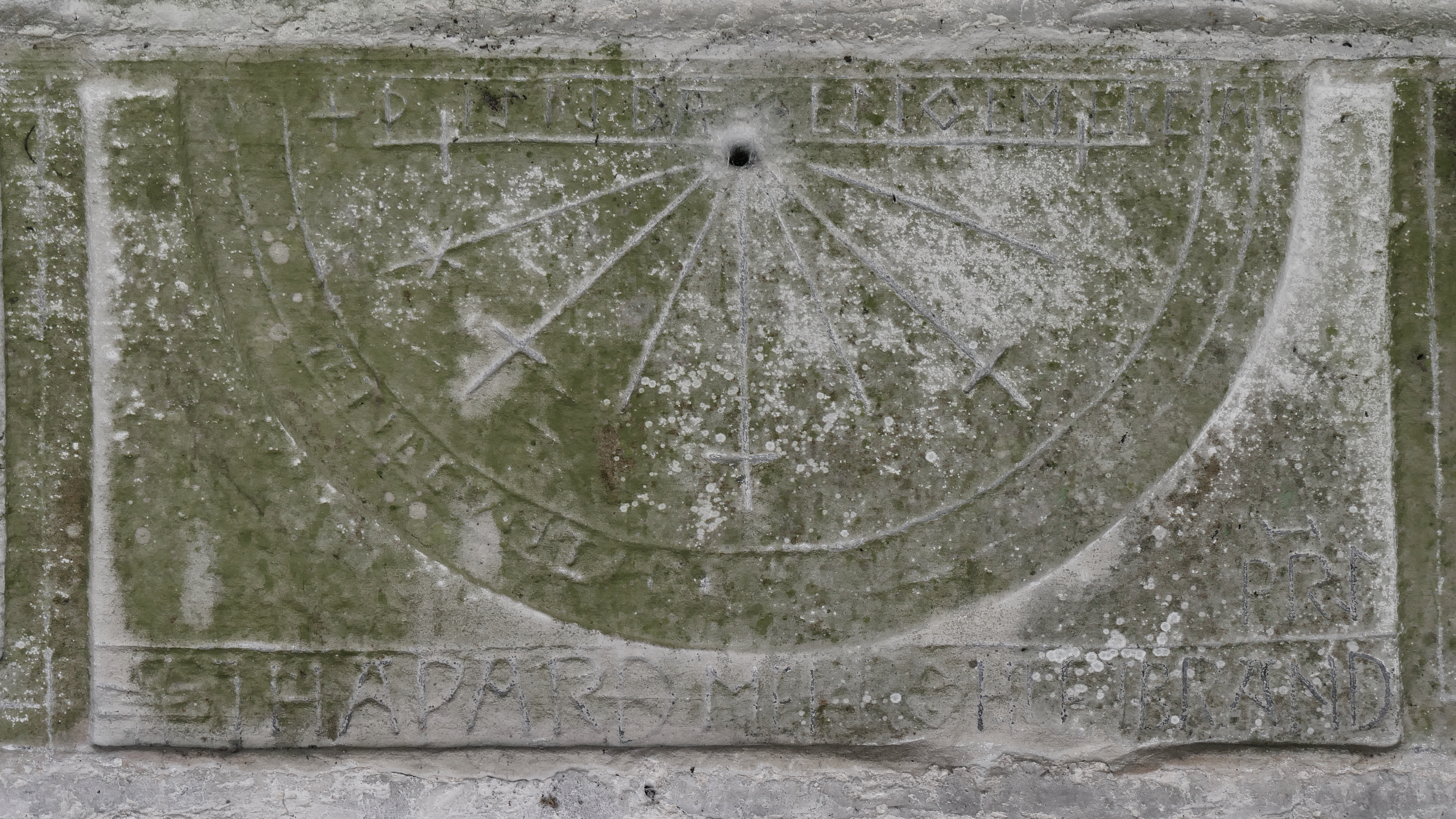
Kanonische Sonnenuhr an der Südfassade

An der Südseite der Kirche über der Eingangstür und heute unter der Vorhalle befindet sich eine kanonische Sonnenuhr, die anstelle normaler Stunden mit den kanonischen Stunden beschriftet ist. Die Sonnenuhr ist die am besten erhaltene von mehreren ähnlichen an Kirchen der Umgebung, da sie 700 Jahre unter Putz lag und erst 1771 beim Bau der Vorhalle wiederentdeckt wurde.
An der Sonnenuhr selbst finden sich zwei Inschriften:
+ ÞIS IS DÆGES SOLMERCA + / ÆT ILCVM TIDE
Das ist der Sonnen-markierer zu jeder Zeit
+7 HAǷARÐ ME ǷROHTE 7 BRAND / PRS
und Haward hat mr und Brand Priester
Neben der Sonnenuhr sind links und rechts je ein Stein mit der folgenden Inschrift:
+ ORM GAMAL / SVNA BOHTE SCS / GREGORIVS MIN / STER ÐONNE HI / T ǷFS ÆL TOBRO // CAN 7 TOFALAN 7 HE / HIT LET MACAN NEǷAN FROM / GRVNDE ΧΡE 7 SCS GREGORI / VS IN EADǷARD DAGVM CNG / 7 [I]N TOSTI DAGVM EORL +
Orm der Sohn von Garmal kauft St. Gregory' Minster als alles zerstört und eingestürzt war und der veranlasste, dass alles von Grund auf neu gemacht wurde für Christus und St. Gregory in den Tagen des Königs Edward und in den Tagen des Grafen Tosti.

### Turm

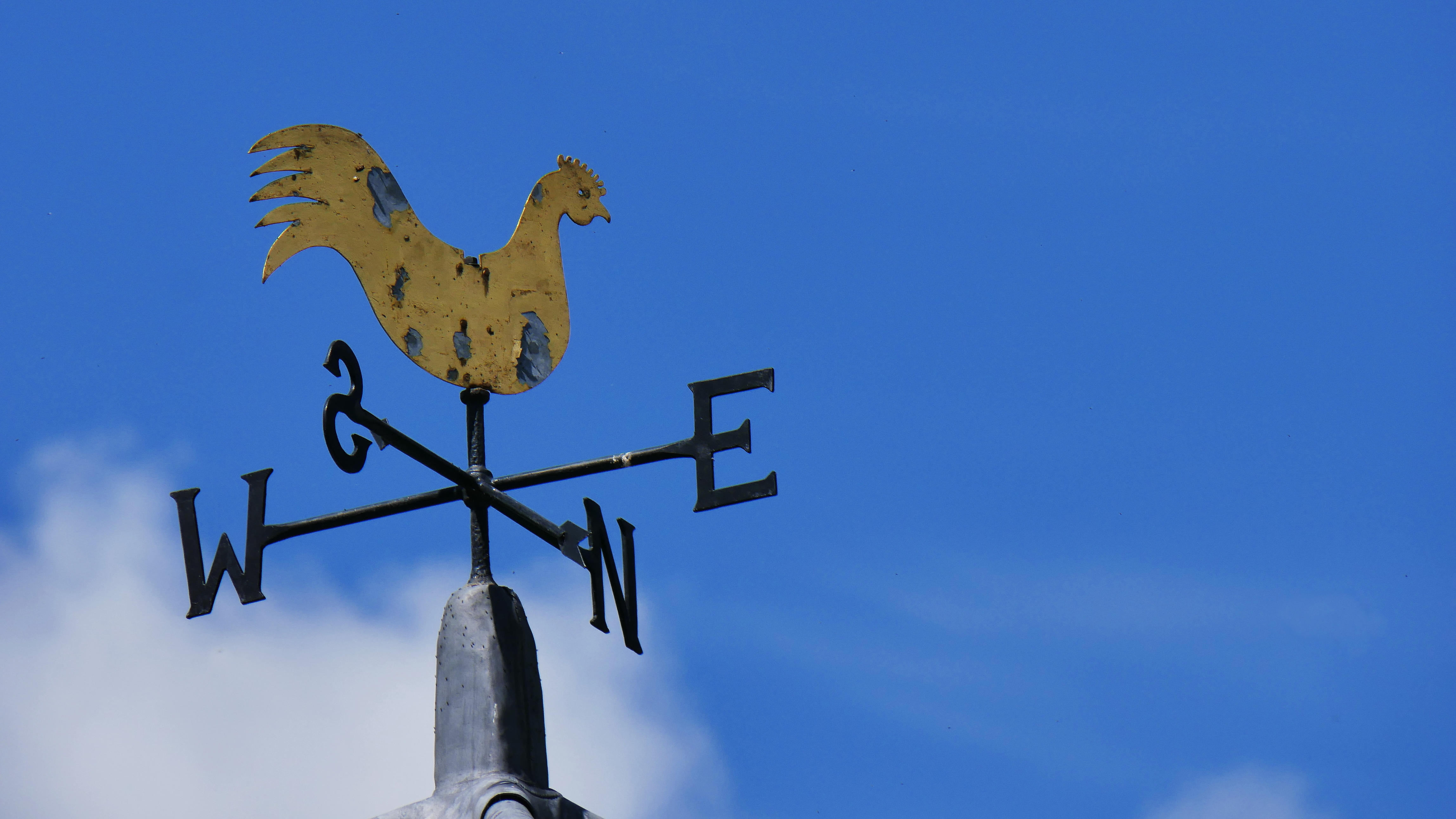
Wetterhahn auf dem Turm

Der mittelalterlich aussehende Turm wurde erst 1827 der Kirche hinzugefügt. In ihm hängen zwei mittelalterliche Glocken. Die kleinere Glocke Gregory wurde um 1300, die Glocke Peter um 1500 gegossen. Beide Glocken wurden 1998 restauriert.